# Любовицкий, Степан Станиславович
Степан (Стефан) Станиславович Любовицкий (пол. Stefan Lubowidzki ; около 1740— август 1805) — польский и российский военачальник, генерал-лейтенант русской императорской армии.

## Биография
Из польских дворян герба Тупач. Сын подчашия иновлудзского .
Ротмистр (с 1768), генерал-адъютант короля Станислава Понятовского (с 1774).
В 1777 году назначен бригадиром III польской кавалерийской бригады украинско-подольской дивизии.
С октября 1789 по май 1792 — бригадир 7 бригады национальной кавалерии (1-я украинская). Позже назначен комендантом Варшавского гарнизона с присвоением чина генерал-майора.
В 1793 году перешёл на службу российского императора. Был назначен командиром украинской дивизии. Генерал-поручик.
03.12.1796 — 28.10.1797 — шеф Нежинского кирасирского полка Малороссийской конницы, сформированного из украинских казаков.
В ноябре 1797 вышел в отставку.

## Награды
- Орден Святого Станислава (1778)
- Орден Белого Орла (1792)
- Орден Святого Александра Невского (06.05.1793)